# Wendy Turnbull
Wendy Turnbull (Brisbane, 26 de novembre de 1952) és una tennista professional australiana retirada que va destacar especialment en les proves de dobles.
En el seu palmarès destaquen nou títols de Grand Slam, quatre d'ells en dobles femenins i cinc en dobles mixts. Individualment va arribar a disputar tres finals de Grand Slam però no va aconseguir imposar-se en cap d'elles. Va acumular un total d'onze títols individuals i 55 en dobles femenins, arribant a ocupar el tercer i cinquè lloc dels respectius rànquings de la WTA. Va guanyar la medalla de bronze olímpica en els Jocs Olímpics de Seül 1988 en la prova de dobles femenins, i també va formar part de l'equip australià de Copa Federació durant molts anys, i posteriorment també en fou la capitana.
Fou condecorada com a Membre de l'Orde de l'Imperi Britànic l'any 1984, i el 2009 també fou inclosa en l'Australian Tennis Hall of Fame.

## Torneigs de Grand Slam

### Individual: 3 (0−3)
| Resultat  | Núm. | Any  | Torneig          | Oponent         | Marcador    |
| --------- | ---- | ---- | ---------------- | --------------- | ----------- |
| Finalista | 1.   | 1977 | US Open          | Chris Evert     | 6−7(3), 2−6 |
| Finalista | 2.   | 1979 | Roland Garros    | Chris Evert     | 2−6, 0−6    |
| Finalista | 3.   | 1980 | Open d'Austràlia | Hana Mandlíková | 0−6, 5−7    |

### Dobles femenins: 15 (4−11)
| Resultat   | Núm. | Any  | Torneig              | Parella             | Oponents                             | Marcador          |
| ---------- | ---- | ---- | -------------------- | ------------------- | ------------------------------------ | ----------------- |
| Guanyadora | 1.   | 1978 | Wimbledon            | Kerry Melville Reid | Mima Jaušovec Virginia Ruzici        | 4−6, 9−8(10), 6−3 |
| Finalista  | 1.   | 1978 | US Open              | Kerry Melville Reid | Billie Jean King Martina Navrátilová | 6−7, 4−6          |
| Guanyadora | 2.   | 1979 | Roland Garros        | Betty Stöve         | Françoise Dürr Virginia Wade         | 3−6, 7−5, 6−4     |
| Finalista  | 2.   | 1979 | Wimbledon            | Betty Stöve         | Billie Jean King Martina Navrátilová | 7−5, 3−6, 2−6     |
| Guanyadora | 3.   | 1979 | US Open              | Betty Stöve         | Billie Jean King Martina Navrátilová | 7−5, 6−3          |
| Finalista  | 3.   | 1980 | Wimbledon (2)        | Rosie Casals        | Kathy Jordan Anne Smith              | 6−4, 5−7, 1−6     |
| Finalista  | 4.   | 1981 | US Open (2)          | Rosie Casals        | Kathy Jordan Anne Smith              | 3−6, 3−6          |
| Finalista  | 5.   | 1982 | Roland Garros        | Rosie Casals        | Anne Smith Martina Navrátilová       | 3−6, 4−6          |
| Guanyadora | 4.   | 1982 | US Open (2)          | Rosie Casals        | Barbara Potter Sharon Walsh          | 6−4, 6−4          |
| Finalista  | 6.   | 1983 | Wimbledon (3)        | Rosie Casals        | Pam Shriver Martina Navrátilová      | 2−6, 2−6          |
| Finalista  | 7.   | 1983 | Open d'Austràlia     | Anne Hobbs          | Pam Shriver Martina Navrátilová      | 4−6, 7−6, 2−6     |
| Finalista  | 8.   | 1984 | US Open (3)          | Anne Hobbs          | Pam Shriver Martina Navrátilová      | 2−6, 4−6          |
| Finalista  | 9.   | 1986 | Wimbledon (4)        | Hana Mandlíková     | Pam Shriver Martina Navrátilová      | 1−6, 3−6          |
| Finalista  | 10.  | 1986 | US Open (4)          | Hana Mandlíková     | Pam Shriver Martina Navrátilová      | 4−6, 6−3, 3−6     |
| Finalista  | 11.  | 1988 | Open d'Austràlia (2) | Chris Evert         | Pam Shriver Martina Navrátilová      | 0−6, 5−7          |

### Dobles mixts: 6 (5−1)
| Resultat   | Núm. | Any  | Torneig           | Parella       | Oponents                      | Marcador            |
| ---------- | ---- | ---- | ----------------- | ------------- | ----------------------------- | ------------------- |
| Guanyadora | 1.   | 1979 | Roland Garros     | Bob Hewitt    | Virginia Ruzici Ion Ţiriac    | 6−3, 2−6, 6−3       |
| Guanyadora | 2.   | 1980 | US Open           | Marty Riessen | Betty Stöve Frew McMillan     | 7−5, 6−2            |
| Guanyadora | 3.   | 1982 | Roland Garros (2) | John Lloyd    | Cláudia Monteiro Cássio Motta | 6−2, 7−6            |
| Finalista  | 1.   | 1982 | Wimbledon         | John Lloyd    | Anne Smith Kevin Curren       | 6−2, 3−6, 5−7       |
| Guanyadora | 4.   | 1983 | Wimbledon         | John Lloyd    | Billie Jean King Steve Denton | 6−7(5), 7−6(5), 7−5 |
| Guanyadora | 5.   | 1984 | Wimbledon (2)     | John Lloyd    | Kathy Jordan Steve Denton     | 6−3, 6−3            |

## Jocs Olímpics

### Dobles femenins
| Any  | Campionat                          | Parella          | Oponents                         | Resultat     |
| ---- | ---------------------------------- | ---------------- | -------------------------------- | ------------ |
| 1988 | Jocs Olímpics, Seül, Corea del Sud | Elizabeth Smylie | Steffi Graf Claudia Kohde-Kilsch | No disputat* |

- En aquesta edició no es va disputar el partit pel tercer lloc i es van guardonar amb medalla de bronze les dues parelles semifinalistes.

## Palmarès

### Individual: 31 (11−20)
| Títols per superfície |
| --------------------- |
| Dura (2−5)            |
| Gespa (3−7)           |
| Terra batuda (2−3)    |
| Moqueta (4−5)         |

| Resultat   | Núm. | Data                   | Torneig                     | Superfície   | Oponent             | Marcador         |
| ---------- | ---- | ---------------------- | --------------------------- | ------------ | ------------------- | ---------------- |
| Guanyadora | 1.   | 28 de maig de 1973     | Surbiton, Regne Unit        | Gespa        | Ann Kiyomura        | 6−2, 6−0         |
| Guanyadora | 2.   | 12 de juliol de 1976   | Kitzbühel, Àustria          | Terra batuda | Virginia Ruzici     | 6−4, 5−7, 6−3    |
| Guanyadora | 3.   | 1 de novembre de 1976  | Tòquio, Japó                | Terra batuda | Michele Gurdal      | 6−1, 6−1         |
| Finalista  | 1.   | 31 d'agost de 1977     | US Open, Estats Units       | Terra batuda | Chris Evert         | 6−7(3), 2−6      |
| Finalista  | 2.   | 10 d'octubre de 1977   | Phoenix, Estats Units       | Dura         | Billie Jean King    | 6−1, 1−6, 0−6    |
| Finalista  | 3.   | 21 de novembre de 1977 | Melbourne, Austràlia        | Gespa        | Evonne Goolagong    | 4−6, 1−6         |
| Finalista  | 4.   | 9 de gener de 1978     | Hollywood, Estats Units     | Moqueta (i)  | Evonne Goolagong    | 2−6, 3−6         |
| Finalista  | 5.   | 18 de desembre de 1978 | Sydney, Austràlia           | Gespa        | Dianne Fromholtz    | 2−6, 5−7         |
| Guanyadora | 4.   | 19 de febrer de 1979   | Detroit, Estats Units       | Moqueta (i)  | Virginia Ruzici     | 7−5, 1−6, 7−6(4) |
| Guanyadora | 5.   | 5 de març de 1979      | Filadèlfia, Estats Units    | Moqueta (i)  | Virginia Wade       | 5−7, 6−3, 6−2    |
| Finalista  | 6.   | 28 de maig de 1979     | Roland Garros, França       | Terra batuda | Chris Evert-Lloyd   | 2−6, 0−6         |
| Finalista  | 7.   | 24 de setembre de 1979 | Atlanta, Estats Units       | Moqueta (i)  | Martina Navrátilová | 6−7(6), 4−6      |
| Finalista  | 8.   | 26 de novembre de 1979 | Melbourne (2)               | Gespa        | Hana Mandlíková     | 3−6, 2−6         |
| Finalista  | 9.   | 16 de juny de 1980     | Eastbourne, Regne Unit      | Gespa        | Tracy Austin        | 6−7(3), 2−6      |
| Finalista  | 10.  | 28 de juliol de 1980   | San Diego, Estats Units     | Dura         | Tracy Austin        | 1−6, 3−6         |
| Finalista  | 11.  | 22 de setembre de 1980 | Atlanta (2)                 | Moqueta (i)  | Hana Mandlíková     | 3−6, 5−7         |
| Finalista  | 12.  | 6 d'octubre de 1980    | Phoenix (2)                 | Dura         | Regina Maršíková    | 6−7, 6−7         |
| Guanyadora | 6.   | 3 de novembre de 1980  | Hong Kong, Hong Kong        | Dura         | Marcie Louie        | 6−0, 6−2         |
| Finalista  | 13.  | 24 de novembre de 1980 | Open d'Austràlia, Austràlia | Gespa        | Hana Mandlíková     | 0−6, 5−7         |
| Guanyadora | 7.   | 1 de desembre de 1980  | Sydney                      | Gespa        | Pam Shriver         | 3−6, 6−4, 7−6(8) |
| Guanyadora | 8.   | 2 de novembre de 1981  | Hong Kong (2)               | Dura         | Sabina Simmonds     | 6−3, 6−4         |
| Finalista  | 14.  | 25 de gener de 1982    | Chicago, Estats Units       | Moqueta (i)  | Martina Navrátilová | 4−6, 1−6         |
| Finalista  | 15.  | 15 de març de 1982     | Boston, Estats Units        | Moqueta (i)  | Kathy Jordan        | 5−7, 6−1, 4−6    |
| Finalista  | 16.  | 26 d'abril de 1982     | Orlando, Estats Units       | Terra batuda | Martina Navrátilová | 2−6, 5−7         |
| Guanyadora | 9.   | 15 de novembre de 1982 | Brisbane, Austràlia         | Gespa        | Pam Shriver         | 6−3, 6−1         |
| Guanyadora | 10.  | 6 de desembre de 1982  | Richmond, Estats Units      | Moqueta (i)  | Tracy Austin        | 6−7(3), 6−4, 6−2 |
| Guanyadora | 11.  | 14 de març de 1983     | Boston                      | Moqueta (i)  | Sylvia Hanika       | 6−4, 3−6, 6−4    |
| Finalista  | 17.  | 13 de juny de 1983     | Eastbourne (2)              | Gespa        | Martina Navrátilová | 1−6, 1−6         |
| Finalista  | 18.  | 14 de novembre de 1983 | Brisbane                    | Gespa        | Pam Shriver         | 4−6, 5−7         |
| Finalista  | 19.  | 1 d'octubre de 1984    | Los Angeles, Estats Units   | Dura         | Chris Evert-Lloyd   | 2−6, 3−6         |
| Finalista  | 20.  | 22 d'abril de 1985     | San Diego (2)               | Dura         | Annabel Croft       | 0−6, 6−7(5)      |

### Dobles femenins: 110 (55−55)
| Llegenda                     |
| ---------------------------- |
| Grand Slam (4−11)            |
| WTA Tour Championships (1−1) |
| Tier I (0−0)                 |
| Tier II (1−1)                |
| Tier III (0−0)               |
| Tier IV (0−2)                |
| Tier V (0−0)                 |
| Virginia Slims (49−40)       |

| Títols per superfície |
| --------------------- |
| Dura (10−17)          |
| Gespa (12−10)         |
| Terra batuda (12−8)   |
| Moqueta (21−20)       |

| Resultat   | Núm. | Data                   | Torneig                                     | Superfície   | Parella             | Oponents                             | Marcador          |
| ---------- | ---- | ---------------------- | ------------------------------------------- | ------------ | ------------------- | ------------------------------------ | ----------------- |
| Guanyadora | 1.   | 7 de maig de 1973      | Bournemouth, Regne Unit                     | Terra batuda | Patricia Coleman    | Evonne Goolagong Janet Young         | 7−5, 7−5          |
| Guanyadora | 2.   | 6 de gener de 1975     | Auckland, Nova Zelanda                      | Gespa        | Evonne Goolagong    | Laura duPont Ceci Martinez           | 6−3, 4−6, 6−4     |
| Finalista  | 1.   | 23 de febrer de 1976   | San Antonio, Estats Units                   | Terra batuda | Patricia Bostrom    | Julie Anthony Helen Gourlay          | 0−6, 4−6          |
| Finalista  | 2.   | 17 de maig de 1976     | Hamburg, Alemanya Occidental                | Terra batuda | Laura duPont        | Linky Boshoff Ilana Kloss            | 6−4, 5−7, 1−6     |
| Guanyadora | 3.   | 5 de juliol de 1976    | Gstaad, Suïssa                              | Terra batuda | Betsy Nagelsen      | Brigitte Cuypers Annette Du Plooy    | 6−4, 6−4          |
| Finalista  | 3.   | 9 d'agost de 1976      | Indianapolis, Estats Units                  | Terra batuda | Laura duPont        | Linky Boshoff Ilana Kloss            | 2−6, 3−6          |
| Guanyadora | 4.   | 7 de març de 1977      | Pensacola, Estats Units                     | Terra batuda | Ann Kiyomura        | Carrie Meyer Betsy Nagelsen          | 6−1, 6−2          |
| Guanyadora | 5.   | 17 d'octubre de 1977   | São Paulo, Brasil                           | Dura         | Kerry Melville Reid | Martina Navrátilová Betty Stöve      | 6−3, 5−7, 6−2     |
| Finalista  | 4.   | 2 de gener de 1978     | Washington DC, Estats Units                 | Moqueta (i)  | Betty Stöve         | Billie Jean King Martina Navrátilová | 3−6, 5−7          |
| Guanyadora | 6.   | 9 de gener de 1978     | Hollywood, Estats Units                     | Moqueta (i)  | Rosie Casals        | Françoise Dürr Virginia Wade         | 6−2, 6−4          |
| Guanyadora | 7.   | 6 de febrer de 1978    | Seattle, Estats Units                       | Moqueta (i)  | Kerry Melville Reid | Patricia Bostrom Marita Redondo      | 6−2, 6−4          |
| Finalista  | 5.   | 20 de febrer de 1978   | Detroit, Estats Units                       | Moqueta (i)  | Kerry Melville Reid | Billie Jean King Martina Navrátilová | 3−6, 4−6          |
| Finalista  | 6.   | 27 de febrer de 1978   | Kansas City, Estats Units                   | Moqueta (i)  | Kerry Melville Reid | Billie Jean King Martina Navrátilová | 4−6, 4−6          |
| Guanyadora | 8.   | 20 de març de 1978     | Filadèlfia, Estats Units                    | Moqueta (i)  | Kerry Melville Reid | Françoise Dürr Virginia Wade         | 6−2, 7−5          |
| Guanyadora | 9.   | 26 de juny de 1978     | Wimbledon, Regne Unit                       | Gespa        | Kerry Melville Reid | Mima Jaušovec Virginia Ruzici        | 4−6, 9−8(10), 6−3 |
| Finalista  | 7.   | 28 d'agost de 1978     | US Open, Estats Units                       | Dura         | Kerry Melville Reid | Billie Jean King Martina Navrátilová | 6−7, 4−6          |
| Guanyadora | 10.  | 9 d'octubre de 1978    | Minneapolis, Estats Units                   | Moqueta (i)  | Kerry Melville Reid | Lesley Hunt Ilana Kloss              | 6−3, 6−3          |
| Finalistaa | 8.   | 6 de novembre de 1978  | Clearwater, Estats Units                    | Dura         | Kerry Melville Reid | Martina Navrátilová Anne Smith       | 6−7, 3−6          |
| Finalista  | 9.   | 14 de novembre de 1978 | Palm Springs, Estats Units                  | Dura         | Kerry Melville Reid | Billie Jean King Martina Navrátilová | 3−6, 4−6          |
| Guanyadora | 11.  | 4 de desembre de 1978  | Sydney, Austràlia                           | Gespa        | Kerry Melville Reid | Judy Chaloner Anne Hobbs             | 6−2, 4−6, 6−2     |
| Finalista  | 10.  | 22 de gener de 1979    | Hollywood                                   | Moqueta (i)  | Rosie Casals        | Tracy Austin Betty Stöve             | 2−6, 6−2, 2−6     |
| Guanyadora | 12.  | 19 de febrer de 1979   | Detroit                                     | Moqueta (i)  | Betty Stöve         | Sue Barker Ann Kiyomura              | 6−4, 7−6(5)       |
| Guanyadora | 13.  | 12 de març de 1979     | Boston, Estats Units                        | Moqueta (i)  | Kerry Melville Reid | Sue Barker Ann Kiyomura              | 6−4, 6−2          |
| Guanyadora | 14.  | 7 de maig de 1979      | Roma, Itàlia                                | Terra batuda | Betty Stöve         | Evonne Goolagong K. Melville Reid    | 6−3, 6−4          |
| Guanyadora | 15.  | 21 de maig de 1979     | Berlín, Alemanya Occidental                 | Terra batuda | Rosie Casals        | Evonne Goolagong K. Melville Reid    | 6−2, 7−5          |
| Guanyadora | 16.  | 28 de maig de 1979     | Roland Garros, França                       | Terra batuda | Betty Stöve         | Françoise Dürr Virginia Wade         | 2−6, 7−5, 6−4     |
| Guanyadora | 17.  | 11 de juny de 1979     | Chichester, Regne Unit                      | Gespa        | Greer Stevens       | Billie Jean King Martina Navrátilová | 6−3, 1−6, 7−5     |
| Guanyadora | 18.  | 18 de juny de 1979     | Eastbourne, Regne Unit                      | Gespa        | Betty Stöve         | Ilana Kloss Betty Ann Stuart         | 6−2, 6−2          |
| Finalista  | 11.  | 25 de juny de 1979     | Wimbledon                                   | Gespa        | Betty Stöve         | Billie Jean King Martina Navrátilová | 7−5, 3−6, 2−6     |
| Guanyadora | 19.  | 13 d'agost de 1979     | Richmond, Estats Units                      | Moqueta (i)  | Betty Stöve         | Billie Jean King Martina Navrátilová | 6−1, 6−4          |
| Guanyadora | 20.  | 27 d'agost de 1979     | US Open                                     | Dura         | Betty Stöve         | Billie Jean King Martina Navrátilová | 7−5, 6−3          |
| Guanyadora | 21.  | 24 de setembre de 1979 | Atlanta, Estats Units                       | Moqueta (i)  | Betty Stöve         | Ann Kiyomura Anne Smith              | 6−2, 6−4          |
| Finalista  | 12.  | 1 d'octubre de 1979    | Minneapolis                                 | Moqueta (i)  | Betty Stöve         | Billie Jean King Martina Navrátilová | 4−6, 6−7          |
| Guanyadora | 22.  | 8 d'octubre de 1979    | Phoenix, Estats Units                       | Dura         | Betty Stöve         | Rosie Casals Chris Evert-Lloyd       | 6−4, 7−6          |
| Guanyadora | 23.  | 29 d'octubre de 1979   | Estocolm, Suècia                            | Moqueta (i)  | Betty Stöve         | Billie Jean King Ilana Kloss         | 7−5, 7−6          |
| Finalista  | 13.  | 5 de novembre de 1979  | Filderstadt, Alemanya Occidental            | Moqueta (i)  | Betty Stöve         | Billie Jean King Martina Navrátilová | 3−6, 3−6          |
| Guanyadora | 24.  | 26 de novembre de 1979 | Melbourne, Austràlia                        | Gespa        | Billie Jean King    | Dianne Fromholtz Anne Smith          | 6−3, 6−3          |
| Guanyadora | 25.  | 3 de desembre de 1979  | Sydney (2)                                  | Gespa        | Billie Jean King    | Sue Barker Pam Shriver               | 7−5, 6−4          |
| Guanyadora | 26.  | 28 de gener de 1980    | Seattle (2)                                 | Moqueta (i)  | Rosie Casals        | Greer Stevens Virginia Wade          | 6−4, 2−6, 7−5     |
| Finalista  | 14.  | 25 de febrer de 1980   | Houston, Estats Units                       | Moqueta (i)  | Betty Stöve         | Billie Jean King Ilana Kloss         | 6−3, 1−6, 4−6     |
| Finalista  | 15.  | 3 de març de 1980      | Dallas, Estats Units                        | Moqueta (i)  | Rosie Casals        | Billie Jean King Martina Navrátilová | 6−4, 3−6, 3−6     |
| Guanyadora | 27.  | 10 de març de 1980     | Boston (2)                                  | Moqueta (i)  | Rosie Casals        | Billie Jean King Ilana Kloss         | 6−4, 7−6          |
| Finalista  | 16.  | 23 de març de 1980     | Avon Championships, Nova York, Estats Units | Moqueta (i)  | Rosie Casals        | Billie Jean King Martina Navrátilová | 3−6, 6−4, 3−6     |
| Finalista  | 17.  | 9 de juny de 1980      | Chichester                                  | Gespa        | Rosie Casals        | Pam Shriver Betty Stöve              | 4−6, 5−7          |
| Finalista  | 18.  | 23 de juny de 1980     | Wimbledon (2)                               | Gespa        | Rosie Casals        | Kathy Jordan Anne Smith              | 6−4, 5−7, 1−6     |
| Finalista  | 19.  | 28 de juliol de 1980   | San Diego, Estats Units                     | Dura         | Rosie Casals        | Tracy Austin Ann Kiyomura            | 6−3, 4−6, 3−6     |
| Guanyadora | 28.  | 3 de novembre de 1980  | Hong Kong (3)                               | Terra batuda | Sharon Walsh        | Penny Johnson Silvana Urroz          | 6−1, 6−2          |
| Finalista  | 20.  | 1 de desembre de 1980  | Sydney                                      | Gespa        | Rosie Casals        | Pam Shriver Betty Stöve              | 1−6, 6−4, 4−6     |
| Guanyadora | 29.  | 7 de gener de 1981     | Toyota Championships, Estats Units          | Moqueta (i)  | Rosie Casals        | Candy Reynolds Paula Smith           | 6−3, 4−6, 7−6     |
| Finalista  | 21.  | 12 de gener de 1981    | Kansas City (2)                             | Moqueta (i)  | Rosie Casals        | Barbara Potter Sharon Walsh          | 2−6, 6−7(4)       |
| Guanyadora | 30.  | 2 de febrer de 1981    | Detroit (2)                                 | Moqueta (i)  | Rosie Casals        | Hana Mandlíková Betty Stöve          | 6−4, 6−2          |
| Guanyadora | 31.  | 9 de febrer de 1981    | Oakland, Estats Units                       | Moqueta (i)  | Rosie Casals        | Martina Navrátilová Virginia Wade    | 6−1, 6−4          |
| Guanyadora | 32.  | 23 de febrer de 1981   | Seattle (3)                                 | Moqueta (i)  | Rosie Casals        | Sue Barker Ann Kiyomura              | 6−1, 6−4          |
| Guanyadora | 33.  | 6 d'abril de 1981      | Hilton Head, Estats Units                   | Terra batuda | Rosie Casals        | Mima Jaušovec Pam Shriver            | 7−5, 7−5          |
| Finalista  | 22.  | 27 d'abril de 1981     | Orlando, Estats Units                       | Terra batuda | Rosie Casals        | Martina Navrátilová Pam Shriver      | 1−6, 6−7(10)      |
| Guanyadora | 34.  | 24 d'agost de 1981     | Mahwah, Estats Units                        | Dura         | Rosie Casals        | Candy Reynolds Betty Stöve           | 6−2, 6−1          |
| Finalista  | 23.  | 31 d'agost de 1981     | US Open (2)                                 | Dura         | Rosie Casals        | Kathy Jordan Anne Smith              | 3−6, 3−6          |
| Finalista  | 24.  | 28 de setembre de 1981 | Minneapolis (2)                             | Moqueta (i)  | Rosie Casals        | Martina Navrátilová Pam Shriver      | 4−6, 5−7          |
| Guanyadora | 35.  | 5 d'octubre de 1981    | Tampa, Estats Units                         | Dura         | Rosie Casals        | Martina Navrátilová Renáta Tomanová  | 6−3, 6−4          |
| Finalista  | 25.  | 14 de desembre de 1981 | East Rutherford, Estats Units               | Moqueta (i)  | Rosie Casals        | Martina Navrátilová Pam Shriver      | 3−6, 4−6          |
| Guanyadora | 36.  | 18 de gener de 1982    | Seattle (4)                                 | Moqueta (i)  | Rosie Casals        | Kathy Jordan Anne Smith              | 7−5, 6−4          |
| Finalista  | 26.  | 25 de gener de 1982    | Chicago, Estats Units                       | Moqueta (i)  | Rosie Casals        | Martina Navrátilová Pam Shriver      | 5−7, 4−6          |
| Finalista  | 27.  | 1 de febrer de 1982    | Detroit (2)                                 | Moqueta (i)  | Rosie Casals        | Leslie Allen Mima Jaušovec           | 4−6, 0−6          |
| Finalista  | 28.  | 15 de març de 1982     | Boston                                      | Moqueta (i)  | Rosie Casals        | Kathy Jordan Anne Smith              | 6−7, 6−2, 4−6     |
| Guanyadora | 37.  | 3 de febrer de 1982    | Palm Beach, Estats Units                    | Terra batuda | Rosie Casals        | Evonne Goolagong Betty Stöve         | 6−1, 7−6          |
| Guanyadora | 38.  | 26 d'abril de 1982     | Orlando                                     | Terra batuda | Rosie Casals        | Kathy Jordan Anne Smith              | 6−3, 6−3          |
| Finalista  | 29.  | 24 de maig de 1982     | Roland Garros                               | Terra batuda | Rosie Casals        | Martina Navrátilová Anne Smith       | 3−6, 4−6          |
| Finalista  | 30.  | 7 de maig de 1982      | Birmingham, Regne Unit                      | Gespa        | Rosie Casals        | Jo Durie Anne Hobbs                  | 3−6, 2−6          |
| Finalista  | 31.  | 23 d'agost de 1982     | Mahwah                                      | Dura         | Rosie Casals        | Barbara Potter Sharon Walsh          | 1−6, 4−6          |
| Guanyadora | 39.  | 30 d'agost de 1982     | US Open (2)                                 | Dura         | Rosie Casals        | Barbara Potter Sharon Walsh          | 6−4, 6−4          |
| Guanyadora | 40.  | 27 de setembre de 1982 | Filadèlfia (2)                              | Moqueta (i)  | Rosie Casals        | Barbara Potter Sharon Walsh          | 3−6, 7−6(5), 6−4  |
| Finalista  | 32.  | 4 d'octubre de 1982    | Deerfield, Estats Units                     | Dura         | Rosie Casals        | Barbara Potter Sharon Walsh          | 6−7(5), 6−7(3)    |
| Finalista  | 33.  | 22 de gener de 1983    | Marco Island, Estats Units                  | Terra batuda | Rosie Casals        | Andrea Jaeger Mary Lou Piatek        | 5−7, 4−6          |
| Finalista  | 34.  | 21 de febrer de 1983   | Oakland                                     | Moqueta (i)  | Rosie Casals        | C. Kohde-Kilsch Eva Pfaff            | 4−6, 6−4, 4−6     |
| Finalista  | 35.  | 7 de març de 1983      | Dallas (2)                                  | Moqueta (i)  | Rosie Casals        | Martina Navrátilová Pam Shriver      | 3−6, 2−6          |
| Finalista  | 36.  | 25 d'abril de 1983     | Atlanta                                     | Dura         | Rosie Casals        | Alycia Moulton Sharon Walsh          | 3−6, 6−7(1)       |
| Finalista  | 37.  | 20 de juny de 1983     | Wimbledon (3)                               | Gespa        | Rosie Casals        | Martina Navrátilová Pam Shriver      | 2−6, 2−6          |
| Finalista  | 38.  | 3 d'octubre de 1983    | Detroit (3)                                 | Moqueta (i)  | Rosie Casals        | Kathy Jordan Barbara Potter          | 4−6, 1−6          |
| Guanyadora | 41.  | 14 de novembre de 1983 | Brisbane, Austràlia                         | Gespa        | Anne Hobbs          | Pam Shriver Sharon Walsh             | 6−3, 6−4          |
| Guanyadora | 42.  | 21 de novembre de 1983 | Sydney (3)                                  | Gespa        | Anne Hobbs          | Hana Mandlíková Helena Suková        | 6−4, 6−3          |
| Finalista  | 39.  | 28 de novembre de 1983 | Open d'Austràlia, Austràlia                 | Gespa        | Anne Hobbs          | Martina Navrátilová Pam Shriver      | 4−6, 7−6, 2−6     |
| Finalista  | 40.  | 23 d'abril de 1984     | Orlando (2)                                 | Terra batuda | Anne Hobbs          | C. Kohde-Kilsch Hana Mandlíková      | 0−6, 6−1, 3−6     |
| Finalista  | 41.  | 27 d'agost de 1984     | US Open (3)                                 | Dura         | Anne Hobbs          | Martina Navrátilová Pam Shriver      | 2−6, 4−6          |
| Finalista  | 42.  | 24 de setembre de 1984 | Nova Orleans, Estats Units                  | Dura         | Sharon Walsh        | Martina Navrátilová Pam Shriver      | 4−6, 1−6          |
| Guanyadora | 43.  | 1 d'octubre de 1984    | Los Angeles, Estats Units                   | Dura         | Chris Evert         | Bettina Bunge Eva Pfaff              | 6−2, 6−4          |
| Finalista  | 43.  | 19 de desembre de 1984 | Sydney (2)                                  | Gespa        | Sharon Walsh        | C. Kohde-Kilsch Helena Suková        | 2−6, 6−7(4)       |
| Guanyadora | 44.  | 18 de febrer de 1985   | Oakland (2)                                 | Moqueta (i)  | Hana Mandlíková     | Rosalyn Fairbank Candy Reynolds      | 4−6, 7−5, 6−1     |
| Guanyadora | 45.  | 22 d'abril de 1985     | San Diego                                   | Dura         | Candy Reynolds      | Rosalyn Fairbank Susan Leo           | 6−4, 6−0          |
| Guanyadora | 46.  | 15 de juliol de 1985   | Newport, Estats Units                       | Gespa        | Chris Evert-Lloyd   | Pam Shriver Elizabeth Smylie         | 6−4, 7−6(2)       |
| Finalista  | 44.  | 29 de juliol de 1985   | Los Angeles                                 | Dura         | Hana Mandlíková     | C. Kohde-Kilsch Helena Suková        | 4−6, 2−6          |
| Guanyadora | 47.  | 23 de setembre de 1985 | Nova Orleans                                | Dura         | Chris Evert-Lloyd   | Mary Lou Piatek Anne White           | 6−1, 6−2          |
| Guanyadora | 48.  | 18 de novembre de 1985 | Sydney (4)                                  | Gespa        | Hana Mandlíková     | Rosalyn Fairbank Candy Reynolds      | 3−6, 7−6(5), 6−4  |
| Finalista  | 45.  | 10 de febrer de 1986   | Boca West, Estats Units                     | Dura         | Chris Evert-Lloyd   | Pam Shriver Helena Suková            | 2−6, 3−6          |
| Guanyadora | 49.  | 24 de febrer de 1986   | Oakland (3)                                 | Moqueta (i)  | Hana Mandlíková     | Bonnie Gadusek Helena Suková         | 7−6(5), 6−1       |
| Finalista  | 46.  | 10 de març de 1986     | Dallas (3)                                  | Moqueta (i)  | Hana Mandlíková     | C. Kohde-Kilsch Helena Suková        | 6−4, 5−7, 4−6     |
| Guanyadora | 50.  | 17 de març de 1986     | Virginia Slims Championships, Nova York     | Moqueta (i)  | Hana Mandlíková     | C. Kohde-Kilsch Helena Suková        | 6−4, 6−7(4), 6−3  |
| Guanyadora | 51.  | 5 de maig de 1986      | Houston                                     | Terra batuda | Chris Evert-Lloyd   | Elise Burgin JoAnne Russell          | 6−2, 6−4          |
| Finalista  | 47.  | 9 de juny de 1986      | Birmingham (2)                              | Gespa        | Elizabeth Smylie    | Elise Burgin Rosalyn Fairbank        | 2−6, 4−6          |
| Finalista  | 48.  | 23 de juny de 1986     | Wimbledon (4)                               | Gespa        | Hana Mandlíková     | Martina Navrátilová Pam Shriver      | 1−6, 3−6          |
| Finalista  | 49.  | 25 d'agost de 1986     | US Open (4)                                 | Dura         | Hana Mandlíková     | Martina Navrátilová Pam Shriver      | 4−6, 6−3, 3−6     |
| Guanyadora | 52.  | 29 de desembre de 1986 | Brisbane (2)                                | Gespa        | Hana Mandlíková     | Betsy Nagelsen Elizabeth Smylie      | 6−4, 6−3          |
| Guanyadora | 53.  | 9 de febrer de 1987    | San Francisco, Estats Units                 | Moqueta (i)  | Hana Mandlíková     | Zina Garrison Gabriela Sabatini      | 6−4, 7−6(4)       |
| Finalista  | 50.  | 13 d'abril de 1987     | Amelia Island, Estats Units                 | Terra batuda | Hana Mandlíková     | Steffi Graf Gabriela Sabatini        | 6−3, 3−6, 7−5     |
| Guanyadora | 54.  | 27 d'abril de 1987     | Tampa (2)                                   | Terra batuda | Chris Evert         | Elise Burgin Rosalyn Fairbank        | 6−4, 6−3          |
| Finalista  | 11.  | 11 de gener de 1988    | Open d'Austràlia (2)                        | Dura         | Chris Evert         | Martina Navrátilová Pam Shriver      | 0−6, 5−7          |
| Finalista  | 52.  | 9 de gener de 1989     | Sydney (3)                                  | Dura         | Elizabeth Smylie    | Martina Navrátilová Pam Shriver      | 3−6, 3−6          |
| Finalista  | 53.  | 17 de juliol de 1989   | Newport                                     | Dura         | Elizabeth Smylie    | Gigi Fernández Lori McNeil           | 3−6, 7−6(5), 5−7  |
| Guanyadora | 55.  | 7 d'agost de 1989      | Los Angeles (2)                             | Dura         | Martina Navrátilová | Mary Joe Fernández C. Kohde-Kilsch   | 5−2, retirada     |
| Finalista  | 54.  | 15 de setembre de 1989 | WTA Doubles Championships, Tòquio, Japó     | Moqueta (i)  | Elizabeth Smylie    | Gigi Fernández Robin White           | 2−6, 2−6          |
| Finalista  | 55.  | 5 de març de 1990      | Boca Raton, Estats Units                    | Dura         | Elise Burgin        | Jana Novotná Helena Suková           | 4−6, 2−6          |

### Dobles mixts: 7 (5−2)
| Llegenda                     |
| ---------------------------- |
| Grand Slam (5−1)             |
| WTA Tour Championships (0−0) |
| Tier I (0−0)                 |
| Tier II (0−0)                |
| Tier III (0−0)               |
| Tier IV (0−0)                |
| Tier V (0−0)                 |
| Virginia Slims (0−1)         |

| Títols per superfície |
| --------------------- |
| Dura (1−0)            |
| Gespa (2−1)           |
| Terra batuda (2−1)    |

| Resultat   | Núm. | Data                 | Torneig                  | Superfície   | Parella       | Oponents                      | Marcador            |
| ---------- | ---- | -------------------- | ------------------------ | ------------ | ------------- | ----------------------------- | ------------------- |
| Finalista  | 1.   | 25 de juliol de 1972 | Hilversum, Països Baixos | Terra batuda | Colin Dibley  | Betty Stöve Robert Howe       | 6−2, 7−9, 3−6       |
| Guanyadora | 1.   | 28 de maig de 1979   | Roland Garros, França    | Terra batuda | Bob Hewitt    | Virginia Ruzici Ion Ţiriac    | 6−3, 2−6, 6−3       |
| Guanyadora | 2.   | 25 d'agost de 1980   | US Open, Estats Units    | Dura         | Marty Riessen | Betty Stöve Frew McMillan     | 7−5, 6−2            |
| Guanyadora | 3.   | 24 de maig de 1982   | Roland Garros (2)        | Terra batuda | John Lloyd    | Cláudia Monteiro Cássio Motta | 6−2, 7−6            |
| Finalista  | 2.   | 21 de juny de 1982   | Wimbledon, Regne Unit    | Gespa        | John Lloyd    | Anne Smith Kevin Curren       | 6−2, 3−6, 5−7       |
| Guanyadora | 4.   | 20 de juny de 1983   | Wimbledon                | Gespa        | John Lloyd    | Billie Jean King Steve Denton | 6−7(5), 7−6(5), 7−5 |
| Guanyadora | 5.   | 25 de juny de 1984   | Wimbledon (2)            | Gespa        | John Lloyd    | Kathy Jordan Steve Denton     | 6−3, 6−3            |

### Equips: 5 (0−5)
| Resultat  | Núm. | Data                                   | Torneig                                        | Superfície   | Equip                        | Oponents                                                     | Marcador |
| --------- | ---- | -------------------------------------- | ---------------------------------------------- | ------------ | ---------------------------- | ------------------------------------------------------------ | -------- |
| Finalista | 1.   | 13 - 18 de juny de 1977                | Copa Federació, Eastbourne, Regne Unit         | Gespa        | Dianne Fromholtz Kerry Reid  | Rosie Casals Chris Evert Billie Jean King                    | 1−2      |
| Finalista | 2.   | 27 de novembre - 3 de desembre de 1978 | Copa Federació, Melbourne, Austràlia (2)       |              | Kerry Reid                   | Tracy Austin Rosie Casals Chris Evert Billie Jean King       | 1−2      |
| Finalista | 3.   | 30 d'abril - 6 de maig de 1979         | Copa Federació, Madrid, Espanya (3)            | Terra batuda | Dianne Fromholtz Kerry Reid  | Tracy Austin Rosie Casals Chris Evert Billie Jean King       | 0−3      |
| Finalista | 4.   | 19 - 25 de maig de 1980                | Copa Federació, Berlín, Alemany Occidental (4) | Terra batuda | Dianne Fromholtz Susan Leo   | Tracy Austin Rosie Casals Chris Evert Kathy Jordan           | 0−3      |
| Finalista | 5.   | 15 - 22 de juliol de 1984              | Copa Federació, São Paulo, Brasil (5)          | Terra batuda | Anne Minter Elizabeth Sayers | Iva Budarova Hana Mandlíková Marcela Skuherska Helena Suková | 1−2      |

## Trajectòria

### Individual
| Open d'Austràlia | 2R          | A           | 2R          | 3R          | 2R          | 3R          | 2R          | A           | A           | A           | A           | F           | SF          | QF          | QF          | SF          | 3R          | NC          | 4R          | A   | 1R  | 0 / 14 |
| Roland Garros | A           | Q           | A           | 1R          | A           | A           | 3R          | A           | A           | A           | F           | QF          | A           | A           | A           | A           | A           | A           | A           | A   | A   | 0 / 4  |
| Wimbledon | A           | A           | 1R          | 3R          | 2R          | 1R          | 3R          | 2R          | 2R          | 4R          | QF          | QF          | QF          | 4R          | 4R          | 4R          | 3R          | 1R          | 2R          | 1R  | 2R  | 0 / 18 |
| US Open | A           | A           | A           | A           | A           | A           | 1R          | F           | F           | SF          | 3R          | 3R          | 3R          | 4R          | 3R          | SF          | 4R          | QF          | 2R          | 1R  | A   | 0 / 13 |
| Jocs Olímpics | No celebrat | No celebrat | No celebrat | No celebrat | No celebrat | No celebrat | No celebrat | No celebrat | No celebrat | No celebrat | No celebrat | No celebrat | No celebrat | No celebrat | No celebrat | No celebrat | No celebrat | No celebrat | No celebrat | 2R  | NC  | 0 / 1  |
| Rànquing a final d'any |             |             |             |             |             | 72          | 30          | 9           | 9           | 7           | 7           | 8           | 8           | 5           | 8           | 5           | 14          | 18          | 23          | 135 | 264 |        |
| Llegenda: G: Guanyadora; F: Finalista; SF: Semifinalista; QF: Quarts de final; Q: Qualificació; A: Absent; RR: Round Robin; |             |             |             |             |             |             |             |             |             |             |             |             |             |             |             |             |             |             |             |     |     |        |

### Dobles femenins
| Open d'Austràlia | QF          | QF          | 2R          | QF          | SF          | A           | A           | A           | A           | SF          | SF          | QF          | F           | SF          | 2R          | NC          | QF          | F  | QF | 3R | 0 / 15 |
| Roland Garros | A           | 1R          | A           | A           | QF          | A           | A           | A           | G           | QF          | A           | F           | QF          | A           | A           | SF          | A           | A  | A  | A  | 1 / 7  |
| Wimbledon | 2R          | 1R          | A           | 3R          | QF          | 1R          | 1R          | G           | F           | F           | 2R          | SF          | F           | 2R          | SF          | F           | A           | SF | 3R | 3R | 1 / 17 |
| US Open | A           | A           | A           | 1R          | QF          | 3R          | 3R          | F           | G           | QF          | F           | G           | QF          | F           | SF          | F           | 3R          | QF | 2R | 2R | 2 / 16 |
| Jocs Olímpics | No celebrat | No celebrat | No celebrat | No celebrat | No celebrat | No celebrat | No celebrat | No celebrat | No celebrat | No celebrat | No celebrat | No celebrat | No celebrat | No celebrat | No celebrat | No celebrat | No celebrat | 3a | NC | NC | 1 / 1  |
| Rànquing a final d'any |             |             |             |             |             |             |             |             |             |             |             |             |             | 7           | 8           | 6           | 15          | 17 | 13 | 44 |        |
| Llegenda: G: Guanyadora; F: Finalista; SF: Semifinalista; QF: Quarts de final; Q: Qualificació; A: Absent; RR: Round Robin; |             |             |             |             |             |             |             |             |             |             |             |             |             |             |             |             |             |    |    |    |        |

### Dobles mixts
| Open d'Austràlia | No celebrat | No celebrat | No celebrat | No celebrat | No celebrat | No celebrat | No celebrat | No celebrat | No celebrat | No celebrat | No celebrat | No celebrat | No celebrat | No celebrat | No celebrat | No celebrat | 2R | 1R | 1R | 1R | 0 / 4  |
| Roland Garros | A           | A           | A           | A           | QF          | A           | A           | A           | G           | A           | A           | G           | SF          | A           | A           | A           | A  | A  | A  | A  | 2 / 4  |
| Wimbledon | 2R          | 2R          | A           | 1R          | 1R          | A           | A           | 3R          | QF          | SF          | 3R          | F           | G           | G           | QF          | QF          | 1R | 1R | 2R | A  | 2 / 16 |
| US Open | A           | A           | A           | A           | A           | 2R          | 2R          | SF          | A           | G           | 1R          | A           | SF          | 3R          | SF          | 1R          | 1R | 1R | 1R | A  | 1 / 11 |
| Llegenda: G: Guanyadora; F: Finalista; SF: Semifinalista; QF: Quarts de final; Q: Qualificació; A: Absent; RR: Round Robin; |             |             |             |             |             |             |             |             |             |             |             |             |             |             |             |             |    |    |    |    |        |